# Championnats du monde de pelote basque 1955
Navigation
Saint Sébastien 1952 Biarritz/Hossegor 1958
Les championnats du monde de pelote basque 1955, 2ème édition des championnats du monde de pelote basque, ont lieu du 26 novembre au 6 décembre 1955 à Montevideo, en Uruguay.
Organisés par la Fédération internationale de pelote basque, ils réunissent 7 nations qui se disputent 12 titres mondiaux.

L'Espagne domine cette deuxième édition.

## Déroulement

### Organisation
Initialement désignée par la FIPV en 1952 pour organiser ces championnats, la France se désiste en 1954: elle invoque des raisons financières (pour la réalisation d'un fronton espagnol) ainsi que des différents concernant les règlements qui seraient appliqués à ces championnats.
Le Mexique annonce qu'il se porte candidat en dernier ressort, si aucune autre candidature n'est déposée. L'Uruguay annonce sa candidature à condition que certains points des règlements soient modifiés.
L'Uruguay est désignée lors du comité du 24 septembre 1954.

### Nations participantes
Sept nations prennent part à ce championnat du monde : 
| - Argentine - Brésil - Chili - Espagne | - France - Mexique - Uruguay |

### Lieux de compétition
Trois lieux accueillent les compétitions :
- Trinquet de la société Euska Erria [4]
- Fronton Nacional (Fronton corto)
- Grand fronton du Park des expositions (Fronton Largo)

Les deux frontons mur à gauche sont construits spécialement pour ces championnats.

### Épreuves et inscriptions
| Spécialités          | Spécialités                    | Nations inscrites      | Nations inscrites | Nations inscrites | Nations inscrites    | Nations inscrites    | Nations inscrites  | Nations inscrites    |
| Spécialités          | Spécialités                    | Drapeau de l'Argentine | Drapeau du Brésil | Drapeau du Chili  | Drapeau de l'Espagne | Drapeau de la France | Drapeau du Mexique | Drapeau de l'Uruguay |
| -------------------- | ------------------------------ | ---------------------- | ----------------- | ----------------- | -------------------- | -------------------- | ------------------ | -------------------- |
| Trinquet             | Pelote à main nue (individuel) | ●                      |                   |                   | ●                    | ●                    |                    | ●                    |
| Trinquet             | Pelote à main nue (par équipe) | ●                      |                   |                   | ●                    | ●                    |                    | ●                    |
| Trinquet             | Paleta, pelote de cuir         | ●                      |                   |                   |                      | ●                    |                    | ●                    |
| Trinquet             | Paleta, pelote de gomme        | ●                      |                   | ●                 |                      |                      |                    | ●                    |
| Fronton de 30 mètres | Paleta, pelote de gomme        | ●                      |                   | ●                 |                      |                      |                    | ●                    |
| Fronton de 30 mètres | Frontenis, pelote de gomme     | ●                      |                   |                   |                      |                      | ●                  | ●                    |
| Fronton de 36 mètres | Pelote à main nue (individuel) | ●                      |                   | ●                 | ●                    | ●                    | ●                  | ●                    |
| Fronton de 36 mètres | Pelote à main nue (par équipe) | ●                      |                   | ●                 | ●                    | ●                    | ●                  | ●                    |
| Fronton de 36 mètres | Paleta, pelote de cuir         | ●                      |                   |                   | ●                    | ●                    |                    | ●                    |
| Fronton de 36 mètres | Grosse pala (Pala corta)       | ●                      |                   | ●                 | ●                    | ●                    | ●                  | ●                    |
| Fronton de 54 mètres | Cesta punta                    |                        | ●                 | ●                 | ●                    |                      | ●                  |                      |
| Fronton de 54 mètres | Pala larga                     | ●                      |                   | ●                 |                      | ●                    | ●                  | ●                    |

### Format des épreuves
Les principaux points du règlement de ces championnats du monde sont les suivants:
- Le nombre de nations participantes à une spécialité, pour qu'un titre de champion du monde soit décerné, abaissé à deux lors de la précédente édition, revient à trois nations au minimum
- Une seule équipe par nation est autorisée dans chaque spécialité
- Toutes les nations peuvent participer à toutes les spécialités qu'ils souhaitent
- Dans les spécialités de trinquet, les participants s'affrontent dans des matches de poule avec le premier déclaré champion du monde ; cela ne donne donc pas lieu à des finales
- Dans toutes les spécialités, chaque équipe rencontre l'ensemble des autres ; toutefois, dès qu'une équipe subit deux défaites, elle est éliminée de la course au titre mondial
- Les deux premiers à l'issue des matches de poule participent à une finale avec la particularité qu'il est tenu compte du résultat entre ces deux équipes lors du match de poule. Si le résultat de la finale est identique au précédent, l'équipe victorieuse (deux victoires) est déclarée championne du monde ; par contre, si le résultat est inversé (une victoire partout alors pour les deux équipes), un match d'appui est organisé pour déterminer le champion du monde

## Palmarès
| Épreuves                       | Or                                                              | Argent                                             | Bronze |
| ------------------------------ | --------------------------------------------------------------- | -------------------------------------------------- | ------ |
| Trinquet                       |                                                                 |                                                    |        |
| Pelote à main nue (individuel) | Uruguay- Andrés Iraizos (Andruco)                               | France- Michel Etchemendy                          |        |
| Pelote à main nue (par équipe) | France- Michel Etchemendy - Martin Vigneau - Behengaray y Laco  | Espagne- Francisco Bengoechea - José Unanue        |        |
| Paleta, pelote de cuir         | Argentine- Juan Labat - Waldemar Arrinda                        | France- Émile Arce - Jean Clairacq                 |        |
| Paleta, pelote de gomme        | Argentine- Roberto Novoa - Antonio Dellecassagrande             | Uruguay- Germán Pereyra - Ambrosio Pardo Iriondo   |        |
| Fronton de 30 mètres           |                                                                 |                                                    |        |
| Paleta, pelote de gomme        | Argentine- Leonel Descouit - Manuel González - Julio de la Mata | Mexique- Jaime Becerril - Jose Beltrán             |        |
| Frontenis, pelote de gomme     | Mexique- Jaime Becerril - Jorge Garibay Serralde                | Argentine- José Maria Bardinas - Antonio Carosella |        |
| Fronton de 36 mètres           |                                                                 |                                                    |        |
| Pelote à main nue (individuel) | Espagne- Moisés Moreno del Val                                  | France- Pierre Laxague                             |        |
| Pelote à main nue (par équipe) | Espagne- José Ezcurra - Fidel Echave                            | France- Désiré Olhasso - Michel Etchemendy         |        |
| Paleta, pelote de cuir         | Espagne- Vicente Sola - Sebastián Aristi                        | France- Émile Arce - Jean Clairacq                 |        |
| Grosse pala (Pala corta)       | Espagne- Juan Cruz Artola - Sebastián Aristi                    | Mexique- Francisco Prado - Juan Ramos              |        |
| Fronton de 54 mètres           |                                                                 |                                                    |        |
| Cesta punta                    | Mexique- Roberto Montes de Oca - Alfonso López                  | Espagne- Joaquín Hernández - Angel d la Rosa       |        |
| Pala larga                     | Espagne- Vicente Sola - Felipe Huarte                           | Mexique- Francisco Prado - Juan Ramos              |        |

## Tableau des médailles
| Rang  | Nation    | Or | Argent | Bronze | Total |
| ----- | --------- | -- | ------ | ------ | ----- |
| 1     | Espagne   | 5  | 2      | -      | 7     |
| 2     | Argentine | 3  | 1      | -      | 4     |
| 3     | Mexique   | 2  | 3      | -      | 5     |
| 4     | France    | 1  | 5      | -      | 6     |
| 5     | Uruguay   | 1  | 1      | -      | 2     |
| Total | Total     | 12 | 12     | -      | 24    |